# إنكس
شركة إنكس (باليابانية: 株式会社エニックス، بالروماجي: Kabushiki-gaisha Enikkusu) كانت شركة يابانية تقوم بإنتاج ألعاب الفيديو والأنمي والمانگا. أنشأ الشركة ياسوهيرو فوكوشيما في 22 سبتمبر 1975 تحت اسم سيرفس سنتر (باليابانية: (株式会社営団社募集サービスセンター، بالروماجي: Kabushiki Gaisha Eidansha Boshū Sābisu Sentā) وأعيد تسميتها إلى Enix في 1982.
في عام 2003 دُمجت الشركة مع شركة سكوير تحت اسم سكوير إنكس.